# Gare de Noda (JR West)
Ne doit pas être confondu avec la gare de Noda de la Hanshin
La gare de Noda (野田駅, Noda-eki) est une gare ferroviaire de la ville d'Osaka au Japon. Elle est située dans l'arrondissement de Fukushima. La gare est gérée par la compagnie JR West.

## Situation ferroviaire
La gare de Noda est située au point kilométrique (PK) 2,4 de la ligne circulaire d'Osaka.

## Histoire
La gare est inaugurée le 5 avril 1898.

## Service des voyageurs

### Accès et accueil
La gare dispose d'un bâtiment voyageurs, avec guichet, ouvert tous les jours.

### Desserte
- Ligne circulaire d'Osaka :
  - voie 1 : direction Nishikujō (interconnexion avec la ligne JR Yumesaki pour Sakurajima) et Shin-Imamiya
  - voie 2 : direction Osaka et Kyōbashi

### Intermodalité
La station de métro Tamagawa (ligne Sennichimae) se trouve à proximité de la gare. La gare de Noda de la Hanshin est située à environ 500 mètres au nord.